# 幸手市
幸手市（日语：／ Satte shi */?）是日本埼玉縣東部的城市，人口為埼玉縣內最少，約5萬人。

## 交通

### 鐵路
東武鐵道
- 日光線：幸手站